# 汉娜
是2011年动作惊悚片，由乔·莱特执导，瑟夏·羅南、艾瑞克·巴納、湯姆·荷蘭德、奥莉维亚·威廉姆斯、傑森·弗萊明与凯特·布兰切特联袂出演。影片讲述了一位前中央情报局特勤人员与杀手女儿，遭中情局高级特工追杀的故事。
影片于2011年4月和5月在北美和欧洲上映，获得不俗的口碑，其中罗南和布兰切特的演技、动作戏及主题获认可。

## 剧情
15岁少女汉娜·海勒与父亲埃里克住在芬兰北部的农村。埃里克是德国人，也是美国中央情报局前特勤人员。自汉娜两岁起，他就开始训练她，教她徒手格斗，锻炼她的开枪打靶能力，希望将她锻炼成训练有素的刺客。由于受到中情局高级特工玛丽莎·威格勒的追杀，埃里克不能公开露面，而他之所以训练汉娜，是希望她有朝一日能干掉玛丽莎。
一天晚上，汉娜告诉埃里克，说自己已经准备好面对敌人。埃里克挖出一个无线电信标，准备向中情局报告他们的位置。他告诫汉娜，与梅丽莎硬碰硬会对她和梅丽莎造成致命伤害，但还是把最终决定权留给汉娜。汉娜还是激活信标。埃里克指示汉娜去柏林跟他碰面，之后便离开了。
汉娜遭到特种部队包围，被带到中情局的地下基地。汉娜叫出梅丽莎的名字，让梅丽莎起了戒心，于是她派出替身审问汉娜。汉娜跟替身讲话的时候，突然哭了出来，紧紧抱住替身，这让替身觉得不舒服。于是，替身派守卫去牢房安抚她。
守卫和替身刚踏进牢房，就被汉娜反杀。汉娜逃跑的时候，发现自己身在摩洛哥。路上，汉娜碰到了开着旅行车，带着儿子迈克尔和女儿苏菲度假的塞巴斯蒂安和蕾切尔。汉娜藏进休旅车，登上前往西班牙的渡轮，潜入柏林。一家人对汉娜非常好，汉娜也和苏菲成了朋友。汉娜跟苏菲分享了柏林密会的事情，两人还亲了个吻。
梅丽莎派有虐人怪癖的前特工艾萨克去抓汉娜，其他人继续搜捕埃里克。梅丽莎去找汉娜的外婆套情报，但没有套出有价值的信息，于是把她杀害。艾萨克和两个光头党人看到汉娜和一家人从摩洛哥旅馆走出来，一路跟随他们，将他们逼入死角。汉娜挑起恶斗，成功逃跑。梅丽莎审问一家人，了解到汉娜正前往柏林。
与此同时，埃里克想暗杀梅丽莎，但没有成功。汉娜抵达约定地点，见到了埃里克的好友、古怪的魔术师克奈普勒，克奈普勒住在废弃的游乐园。埃里克还没有到，梅丽莎和艾萨克先出现。汉娜继续逃跑，但路上听到了埃里克不是她新生父亲的言论。
汉娜之后来到外婆的空房子，见到了埃里克。埃里克承认他不是亲生父亲，但一直把她视如己出。原来他之前在中情局，曾招募怀孕的女性加入一个项目，孕育DNA经增强的后代，打造超级士兵。后来项目搁置，对象纷纷被消灭。梅丽莎和艾萨克随后抵达，埃里克分散两人注意力，给汉娜制造逃跑机会。埃里克杀掉艾萨克，但被梅丽莎爆头。梅丽莎之后去克奈普勒家找汉娜，但只发现了被艾萨克审讯至死的克奈普勒。
成功逃跑的汉娜在废弃的游乐场堵截梅丽莎。在这场最终的较量中，汉娜闯入梅丽莎开枪的火力范围，朝她射了一支箭。梅丽莎中箭，踉踉跄跄地躲避汉娜的追击，结果从滑梯摔了下去，摔了个重伤。汉娜捡起梅丽莎的枪，朝她的心脏开了两枪，将她击毙，这是她在电影开头猎杀麋鹿的方法。

## 阵容
- 瑟夏·羅南 饰 汉娜·海勒（Hanna Heller）
- 艾瑞克·巴納 饰 埃里克·海勒（Erik Heller）
- 维姬·克里普斯 饰 约翰娜·扎德克（Johanna Zadek）
- 凯特·布兰切特 饰 玛丽莎·威格勒（Marissa Wiegler）
- 帕罗斯·阿罗史密斯（Paros Arrowsmith） 饰 中情局技术人员甲
- 约翰·麦克米伦（John Macmillan） 饰 路易斯（Lewis）
- 蒂姆·贝克曼（Tim Beckmann） 饰 华特（Walt）
- 保罗·比尔查德（Paul Birchard） 饰 鲍勃（Bob）
- 克里斯汀·马尔科姆（Christian Malcolm） 饰 行动负责人
- 杰米·比米什（Jamie Beamish） 饰 伯顿（Burton）
- 汤姆·霍奇金斯（Tom Hodgkins） 饰 监听员（Monitor）
- 文森特·蒙特埃尔（Vincent Montuel） 饰 G营地医生甲
- 内森·诺兰（Nathan Nolan） 饰 G营地医生乙
- 米雪·道克利 饰 玛丽莎替身
- 杰西卡·巴登（英语：Jessica Barden） 饰 苏菲（Sophie）
- 奥尔多·马兰德（Aldo Maland） 饰 迈尔斯（Miles）
- 奥利维亚·威廉姆斯（英语：Olivia Williams） 饰 蕾切尔（Rachel）
- 傑森·弗萊明 饰 塞巴斯蒂安（Sebastian）
- 穆罕默德·马吉德（法语：Mohamed Majd） 饰 摩洛哥酒店老板
- 湯姆·荷蘭德 饰 艾萨克（Isaacs）
- 塞巴斯蒂安·赫尔克（德语：Sebastian Hulk） 饰 蒂奇（Titch）
- 乔尔·巴斯曼（英语：Joel Basman） 饰 雷泽（Razor）
- 马蒂亚斯·哈里比·勃兰特（德语：Mathias Harrebye-Brandt） 饰 丹麦警察
- 阿尔瓦罗·塞万提斯（Alvaro Cervantes） 饰 费利西亚诺（Feliciano）
- 马克·索托（Marc Soto） 饰 费利西亚诺的兄弟
- 古德伦·里特（英语：Gudrun Ritter） 饰 卡特琳·扎德克（Katrin Zadek）
- 马丁·伍克（英语：Martin Wuttke） 饰 克奈普勒（Knepfler）
- 罗丝·韦克索（Rose Wakesho） 饰 琳达（Linda）

## 制作
影片由美国霍勒兰公司和德国巴貝爾斯堡攝影棚联合制片，德国多家电影基金及主要发行商焦点影业投资，其中焦点影业持有影片版权。

### 开发
编剧塞思·洛克黑德还在温哥华电影学院上学的时候，就已经写下影片的剧情和剧本，不过那时的剧本还是待售状态，最终剧本直到2006年才确定，其后经大卫·法尔多家修改。
丹尼·鲍伊和艾方索·柯朗曾是导演的人选，但在主演罗南向制片人的极力推荐下，乔·怀特最终接过导演职位。

### 摄制
影片戏份多在柏林巴贝尔斯堡拍摄，少数戏份在芬兰库萨莫奇奇贾尔维湖、德国巴特特尔茨、马格德堡水桥、汉堡柯布兰德桥及绳索街、柏林科特布斯门站、格尔利茨站和施普雷公园以及摩洛哥瓦爾扎扎特和索维拉拍摄。芬兰取景地的气温有时会低至−33 °C（−27 °F），但罗南表示“芬兰能带出影片的童话概念。我们在结冰的湖面上拍摄，周围尽是大雪覆盖的松树”。

## 主题
影评人认为《汉娜》的设定和风格有别于一般的动作片。影片官方网站指该片用“暗黑童话元素”编制“冒险惊悚片”。导演乔·莱特也表示影片主题讲的是“征服阴暗面”的“奇幻经历”，也就是小孩子转变为成熟的青少年，“必须走进这个世界”所要经历的“历练”。他自己就有这样的经历，在“暴力、黑暗、让人警惕的童话”中长大，“让孩子们准备好迎接未来在大世界中会面对的挑战”。他非常喜欢大卫·林奇电影玄乎其玄的性质，认为这种叙事模式非常适合患有失读症的他，他小时候在父母的木偶戏公司帮忙时，也会用到这种模式。
莱特接受“反学院派”博客采访时，承认影片有许多大卫·林奇的影子。又提到化学兄弟的配乐：“如果你想要特别吵闹、震动感强、放克元素非常多的音乐，那么片子的配乐绝对不会让你失望”。其中《The Devil Is In The Beats》和《The Devil Is In The Details》两首歌奠定了影片的风格基调，会让人回想起斯坦利·库布里克的《发条橙》，音乐母题回应莱特的“童话主题”，即孩提的天真无暇对抗“造作”的现代世界。部分影评人认为影片高度复刻库布里克的基调，让人想起《发条橙》。库布里克风格体现在艾萨克这位“兴高采烈的虐待狂身上......有时这算是暗黑喜剧”，而这个爱吹口哨的反派形象，不时让人想起《发条橙》的亚历克斯·德拉格。乔·莱特对“童话故事和大卫·林奇电影的喜欢”，可以从对《发条橙》 及格林兄弟作品模仿中窥见。
理查德·罗珀认为影片是“象征主义无处不在”的“超现实的童话”。马特·戈德堡（Matt Goldberg）指影片是“象征主义的黑暗童话故事，非常有力量”，“带有梦幻般的感觉”，“影片所展示的内容略微扭曲，非常直观地展现汉娜另类的成人故事”，“不甘落入‘不加修饰’的现实主义俗套中”，“是一部拒绝仅仅依靠现实性或童话故事套路呈现的电影”。影片随处可见童话这一母题。影片“利用高度剪辑的方法，将视觉图像、典故和象征意义拼接到一起”，将威格勒打造成大灰狼，或是《白雪公主》中女皇的形象。“经典童话电影桥段随处可见”，例如电影初期汉娜逃离地下政府大楼的场景中，镜头明显绕圈移动，“仿佛女主角的世界正在逐渐失控”。彼得·布拉德肖认为童话故事的隐喻“不算含蓄”。相反，部分影评人未评论童话元素，其他人则持保留意见。
《发现》（Discover）杂志的凯尔·蒙基特里克（Kyle Munkittrick）认为汉娜是“超人英雄”，尽管在基因工程的改造下拥有“高智商，肌肉发达，没有同情心”，她仍然是一个善良的人。他表示汉娜“象征着遗传学和环境之间的竞争”，或者“更清楚地说，是自然对抗养育”。

## 评价

### 专业评价
影片在汇总媒体烂番茄有230条评论、71%的新鲜度、6.86/10的平均得分。网站共识写道：“奇妙的表演和精心编排的动作场面，推动了这部独特而酷炫的复仇惊悚片。”Metacritic有40条评论，平均分65/100，表示“普遍好评”。《综艺》指《汉娜》是“精心制作的追逐惊悚片，从刺激肾上腺素的前几分钟到结束时的静音声，都充满能量”。罗杰·伊伯特打出3.5/4星评价，认为“莱特将他的两种流派合成一部时髦的作品，反常地传递出一些感悟和见识”。
另一方面，《卫报》的彼得·布拉德肖打出2/5星，认为影片用“凯特·布兰切特邪恶女巫般的表演、缺乏独创性的前设、平淡无奇的‘欧洲布丁’电影、着实令人震惊的无聊场面，一同锻炼着观众的耐心”。《洛杉矶时报》的肯尼斯·图兰认为影片“开头像座着火的房子，但这房子很快就烧光了”，虽然有相当多的优点，例如聪明的概念、非常急促的制作节奏、魅力十足的演出阵容，还最终还是浪费了所有这些优点，缺乏精妙和克制。

### 票房
影片上映首周末位列美国票房榜第二位，仅次于《開運兔》。2011年7月7日影片下架时，北美总票房达4030万美元，海外总票房2510万，全球票房总计6530万。

## 奖项和提名
| 大奖                   | 奖项               | 获得者 | 结果 | 参考   |
| ---------------------- | ------------------ | --- | ---- | ------ |
| 女性电影记者联盟       | 最佳电影音乐或配乐 | 化學兄弟 | 獲獎 | [ 44 ] |
| 女性电影记者联盟       | 最佳动作女演员     | 瑟夏·羅南 | 提名 | [ 44 ] |
| 芝加哥影评人协会       | 最佳原创音乐       | 埃德·西蒙斯、汤姆·罗兰兹（化學兄弟）                                                                                        | 提名 | [ 45 ] |
| 电影音响协会           | 最佳电影混音       | 罗兰·温克（Roland Winke，制片混音）、克里斯托弗·斯卡博索西奥、克莱格·伯奇（重混）、安德鲁·杜德曼（Andrew Dudman，配乐混音） | 提名 | [ 46 ] |
| 评论家选择电影奖       | 最佳動作電影       | 《汉娜》 | 提名 | [ 47 ] |
| 评论家选择电影奖       | 最佳年輕演員       | 瑟夏·羅南 | 提名 | [ 47 ] |
| 帝國獎                 | 最佳惊悚片         | 《汉娜》 | 提名 | [ 48 ] |
| 国际电影人学会         | 最佳原创配乐       | 化學兄弟 | 提名 | [ 49 ] |
| 国际电影音乐评论家协会 | 年度进步作曲人     | 化學兄弟 | 提名 | [ 50 ] |
| 爱尔兰影视学院奖       | 最佳电影女主角     | 瑟夏·羅南 | 獲獎 | [ 51 ] |
| 伦敦影评人协会         | 年度英国青年演员   | 瑟夏·羅南 | 提名 | [ 52 ] |
| 洛杉磯影評人協會       | 最佳音乐           | 埃德·西蒙斯、汤姆·罗兰兹（化學兄弟）                                                                                        | 獲獎 | [ 53 ] |
| MTV影視大獎            | 最佳音乐           | 化學兄弟（作品：《The Devil Is in the Details》）                                                                           | 提名 | [ 54 ] |
| 土星獎                 | 最佳青年演员表演   | 瑟夏·羅南 | 提名 | [ 55 ] |
| 尖叫奖                 | 最佳惊悚片         | 《汉娜》 | 提名 | [ 56 ] |
| 圣路易斯影评人协会     | 最佳女主角         | 瑟夏·羅南 | 提名 | [ 57 ] |
| 圣路易斯影评人协会     | 最佳女配角         | 凯特·布兰切特 | 提名 | [ 57 ] |
| 圣路易斯影评人协会     | 最佳原创剧本       | 塞思·洛克黑德、大卫·法尔 | 提名 | [ 57 ] |
| 圣路易斯影评人协会     | 最佳戏份           | 《汉娜》 （汉娜逃离监禁）                                                                                                   | 提名 | [ 57 ] |
| 世界电影原声学会       | 年度发现奖         | 埃德·西蒙斯、汤姆·罗兰兹（化學兄弟）                                                                                        | 提名 | [ 58 ] |
| 青年艺术家奖           | 最佳青年电影女主角 | 瑟夏·羅南 | 提名 | [ 59 ] |

## 电视剧
2017年3月，大卫·法尔宣布将创作改编自电影的电视剧。2017年5月23日，亚马逊正式宣布剧集投入制作，第一集将于2019年2月3日在亚马逊视频限时抢先看。第一季全部八集于2019年3月29日上线。2019年4月，亚马逊续订第二季，新一季于2020年7月3日首播。2020年7月，第三季续订。